# Gustav Senn
Pour les articles homonymes, voir Senn.
Gustav Alfred Senn (né le 9 novembre 1875 à Bâle, Suisse et mort le 10 juillet 1945 à Bâle) est un botaniste suisse.  

## Publications
- Die Gestalts- und Lageveränderung der Pﬂanzen-Chromatophoren, Leipzig: Wilhelm Engelmann, 1908.
- Die Entwicklung der biologischen Forschungsmethode in der Antike und ihre grundsätzlitche Förderung durch Theophrast von Eresos, Aarau: H. R. Sauerländer & Company, 1933.  Series "Veröffentlichungen der Schweizerischen Gesellschaft für Geschichte der Medizin und der Naturwissenschaften", #8.  (OCLC 654748954).